# Centre d'étude des châteaux-forts
Le Centre d'étude des châteaux-forts (CECF) , créé en 1977 par Charles-Laurent Salch, docteur en archéologie, est une association dont le siège est situé à Strasbourg, qui accueille tous les amateurs de châteaux forts, quel que soit leur pays, œuvrant en faveur de la connaissance et de la conservation des châteaux-forts par toutes sortes de moyens.

## Son but
L’objectif du Centre d’étude est de montrer le château autrement : ce n’est pas une coquille architecturale ni un lieu figé. Le château est l’expression et le cadre d’au moins cinq cents ans d’événements journaliers ou exceptionnels, de transformations technologiques et artistiques ; il est le miroir de la vie de plus de vingt générations. Le château n’est pas seulement une fortification et un habitat, c’est aussi un édifice symbolique qui incarne une part de pouvoir ; lorsqu’il s’agit d’un château royal ou princier, il ne se réfère pas uniquement à un catalogue de formes significatives, les maîtres d’œuvre puisent aussi aux sources théologiques pour créer des « cités interdites ». Le château médiéval se trouve au croisement de l’histoire de la fortification, de celle de l’habitat et de celle de la mise en scène palatiale. Pour comprendre un château, les principales sources sont les architectures, les résultats de fouilles ainsi que les sources écrites. 

## Ses activités
Le centre propose des visites guidées de châteaux forts, des conférences et des expositions. Il anime un séminaire de recherche et des cours d’initiation à l’histoire architecturale des châteaux forts et à l’histoire des styles et des techniques de construction. Il réalise des catalogues de formes et gère un Centre de documentation. Ses recherches visent à établir une grammaire de styles architecturaux, à préciser les datations, à retrouver les modèles et leur diffusion, à comprendre les techniques de construction, à lire les plans, à reconstituer les logis seigneuriaux, à établir la chronologie des défenses, à décrypter la symbolique des architectures. Le champ d’action du Centre est toute l’Europe, de Malbork à Brest et de York à Palerme. 

### Les congrès
Le centre organise tous les ans à l’Ascension un « Congrès castellologique » consistant en un voyage avec un rapport sur un thème de recherche concernant les fortifications dans une région de l’Europe (À titre d’exemple : les grands donjons romans en Provence orientale ; les châteaux impériaux en Palatinat ; les manoirs normands en pans de bois ; les pierres à bosses en Provence ; les tours à signaux en Roussillon ; les châteaux sur plan carré en Bourgogne…). Le congrès se déroule sur le terrain, les discussions ont lieu sur place, in situ dans les monuments et non en salle.

### Accueil des étudiants et des chercheurs
Le Centre accueille des chercheurs et des étudiants qui trouvent une abondante documentation, des fichiers de recherche et des conseils.

### Les auteurs de la revue Châteaux-Forts d'Europe
(par lettre alphabétique)
- Gilles Auloy, diplômé en archéologie médiévale.
- Anne-Marie Durupt a participé aux recherches sur les châteaux de Provence.
- Walter Hermann est architecte.
- André Lerch.
- Andrea Longhi, architecte.
- Michel Maerten, enseignant et archéologue.
- Jérôme-M. Michel, ingénieur-géographe.
- Tadeusz Poklewski-Koziell, docteur en archéologie.
- Catherine Poteur, archéologue et mathématicienne.
- Jean-Claude Poteur, archéologue.
- Annette Saemann, contributions à de nombreuses publications sur les châteaux et églises fortifiée employée de service communication au Centre d'étude des châteaux-forts depuis 2004.
- Charles-Laurent Salch, docteur en archéologie médiévale, directeur du centre européen des châteaux-forts.
- Frédéric Sartiaux, historien de l’art et de l’architecture.

## Centre de documentation
Il est installé dans une maison du XVIe siècle près du chevet de la cathédrale Notre-Dame de Strasbourg. Il dispose dans sa bibliothèque d’un fonds régional et d’importants fonds sur les châteaux-forts aussi bien français qu’étrangers, sur la civilisation matérielle et les fouilles. Le Centre conserve aussi des archives originales, parmi lesquelles le cartulaire d’une seigneurie. Son iconothèque rassemble des photographies, des diapositives, des cartes postales anciennes, des gravures anciennes originales et des relevés d’architecture. Une grande partie des fonds est informatisée. Son fonds archéologique utilisé pour des expositions se compose du matériel archéologique recueilli lors de fouilles dans les châteaux, d’une belle collection de maquettes, d’images de synthèse.
Maquettes. Les maquettes réalisées par le Centre appartiennent pour la plupart à des séries. Elles ne représentent pas l’état d’une ruine, mais montrent plusieurs états reconstitués d’un même monument. Nombre d’entre elles sont complétées par des images de synthèse qui sont elles aussi des formes de maquettes.
Les locaux du Centre abritent Castrum-Europe qui édite la revue trimestrielle Châteaux-forts d’Europe. Cette revue trimestrielle a pour objet de publier les rapports des Congrès, des thèmes de synthèse et des monographies inscrites dans des perspectives générales de l’histoire architecturale des châteaux d’une région ou d’une série. Chaque numéro comporte aussi des notes d’actualité (travaux, animations…) et des notes de lecture bibliographiques…

## Édition
- Châteaux-forts d'Europe, Castrum Europe : Revue trimestrielle, Directeur de publication : Jérôme-M. Michel, ingénieur géographe
- Le Centre publie des études sur les châteaux-forts, notamment la série Visite archéologique des châteaux-forts et de nombreux ouvrages parmi lesquels le Dictionnaire des châteaux et des fortifications du Moyen Âge en France ; l’Atlas des villes et villages fortifiés ; l'Atlas des châteaux et fortifications[4]; la Clef des châteaux-forts, dictionnaire des architectures, de l’armement médiéval, des techniques, de la vie quotidienne et des institutions.
- Châteaux-forts d'Europe, Revue Châteaux-forts d’Europe, 4 numéros annuels
- Charles-Laurent Salch, La Clé des châteaux-forts, Lichtenberg, éditions Lettrimage, 1995, 382 p. (ISBN 2-910303-01-2)
- Charles-Laurent Salch, Dictionnaire des châteaux et des fortifications du Moyen Âge en France, Strasbourg, Editions Publitotal, 4ème trimestre 1979, 1287 p. (ISBN 978-2-86535-070-4 et 2-86535-070-3)
- Charles-Laurent Salch, Imagiers des châteaux et remparts d’Alsace, 1370-1970, vol. 1, Strasbourg, Châteaux-forts d'Europe-Castrum Europe, 2010, 160 p. (ISSN 1253-6008)N°53/54/55 2010. Tome 1 : A – F
- Charles-Laurent Salch, Imagiers des châteaux et remparts d’Alsace, 1370-1970, vol. 2, Strasbourg, Châteaux-forts d'Europe-Castrum Europe, 2011, 362 p. (ISSN 1253-6008)N°56/57/58/59 2011. Tome 2 : G à O
- Charles-Laurent Salch, Imagiers des châteaux et remparts d’Alsace, 1370-1970, vol. 3, Strasbourg, Châteaux-forts d'Europe-Castrum Europe, 2011, 581 p. (ISSN 1253-6008)N°63/64/65/66 2013. Tome 3 : P à Z : 1370-1970
- Danielle Fèvre, Pentures médiévales en France du XIIe siècle au XVe siècle, Strasbourg, Centre d'étude des châteaux-forts, 2015, 146 p. (ISSN 1253-6008)Châteaux-forts d'Europe n°73/74/75 2015. Sommaire : I. Les pentures et fausses pentures romanes, II. Les nouveautés du gothique, III. Évolution des pentures romanes au XIIIe siècle, IV. Les ferrures aux XIVe et XVe siècles. Conclusion, Tableau chronologique, Index des illustrations, Sommaire détaillé, Publications. Photos de Patrice Lhomme, Jérôme-M. Michel, Roland Pont, Annette Saemann, Charles-Daniel Salch, Charles-Laurent Salch
- Annette Saemann, Mémoires de visite et Mini-guides des châteaux d’Alsace, Strasbourg, Centre d’étude des châteaux-forts, 16 p.*Mémoires de visite : *Pays-de-Sarrewerden (2003) ; *Benfeld (2004) ; *Sarre-Union (2005) ; *Château et manoirs de Soultz (2005) ; *Marlenheim (2005) ; *Soultz (2006) ; *Neuwiller-les-Salerne (2007) ; *Westhoffen (2008) ; *Kientzeim (2009); *Mittelbergheim (2010); * Bergheim (2011) ;* Balbronn (2012) ;*Bœrsch (2014). *Mini-guides des châteaux-forts d’Alsace : * Ottrott ; * Dreistein; * Landsberg; * Ortenberg; * Dambach; * Réchicourt; * Osthoffen